# Otomí clásico
Otomí clásico es el nombre utilizado para referirse al idioma otomí tal como se hablaba en los primeros siglos del dominio español en México y documentado por frailes españoles que aprendieron el idioma para catequizar a los pueblos otomíes.
Durante el período virreinal, muchos otomíes aprendieron a escribir su idioma en alfabeto latino. Como consecuencia, existe un número significativo de documentos en otomí, tanto laicos como religiosos, de la época, y los documentos más conocidos son los Códices de Huichapan y Jilotepec. Los textos en otomí clásico no son de fácil acceso, ya que los frailes hispanohablantes no lograron diferenciar los sonidos variados de las vocales y consonantes del idioma otomí.
Los frailes escribieron varias gramáticas. La más antigua documentada fue el Arte de la lengua othomí [sic] de Pedro de Cárceres en 1580 (pero no publicada hasta 1907). En 1605, Alonso de Urbano escribió un diccionario trilingüe español-náhuatl-otomí, que también incluía un pequeño conjunto de notas gramaticales sobre otomí.
Se sabe que el gramático del náhuatl, Horacio Carochi, escribió una gramática del otomí, pero lamentablemente no se han conservado copias. En la segunda mitad del siglo XVIII, un clérigo jesuita anónimo escribió la gramática Luces del Otomi, y Neve y Molina escribió un diccionario y una gramática.